# Stazione di Dolianova (fermata)
La stazione di Dolianova è una fermata ferroviaria al servizio del comune di Dolianova, lungo la ferrovia Cagliari-Isili.

## Storia
La fermata venne realizzata dall'ARST nel 2012 accogliendo la proposta giunta dalla provincia di Cagliari e dal comune di Dolianova per servire la parte sud di questo centro abitato, quella maggiormente distante dalla già esistente stazione ferroviaria del paese.
Costata 140 000 Euro, la fermata venne completata in poco più di un mese e fu attivata il 14 maggio 2012. Da allora è in uso come fermata a richiesta.

## Strutture e impianti
La fermata sorge a ridosso della ex casa cantoniera 15 della Cagliari-Isili, posta a guardia del passaggio a livello sulla via Cagliari all'ingresso sud di Dolianova. Dal punto di vista ferroviario la struttura comprende, oltre al binario di corsa a scartamento ridotto, una banchina dalla lunghezza di circa cento metri con annesse pensiline e panchine.

## Movimento
La fermata è servita dai treni espletati dall'ARST, aventi capolinea a Monserrato a sud ed a Isili e Mandas, oltre che nella stazione di Dolianova, a nord. L'impianto è tuttavia funzionante esclusivamente come fermata a richiesta, prerogativa che ha sempre avuto dalla sua istituzione.